# Nuovo Ponte della Ferrovia
Il Nuovo Ponte della Ferrovia (in lingua serba Нови железнички мост, Novi železnički most) è un ponte sospeso situato a Belgrado, in Serbia, sul fiume Sava. Il ponte collega Novi Beograd e Savski Venac ed è lungo 1928 metri. Fu completato e aperto al traffico nel 1979 e fu il primo ponte sospeso ad essere utilizzato anche come ferrovia. Il ponte fu disegnato da Nikola Hajdin, ingegnere ed ex presidente dell'Accademia di Scienze e Arti della Serbia.